# Macrolycus taiwanus
Macrolycus taiwanus is een keversoort uit de familie netschildkevers (Lycidae). De wetenschappelijke naam van de soort werd in 1967 gepubliceerd door Takehiko Nakane.